# Toyota Indy 300 2004
Toyota Indy 300 2004 var ett race som var den första deltävlingen i IndyCar Series 2004. Racet kördes den 29 februari på Homestead-Miami Speedway. Sam Hornish Jr. vann sin första tävling för Marlboro Team Penske, efter att ha besegrat stallkamraten Hélio Castroneves med 0,069 sekunder. Dan Wheldon blev trea, följd av Tora Takagi på fjärde plats. Regerande mästaren Scott Dixon hade ingen trevlig inledning på säsongen, utan kraschade innan halva tävlingen hade gått, efter att ha varit långt ifrån den ultimata farten hela helgen.

## Slutresultat
| Plats | Förare            | Team                     | Grid | Kvaltid |
| ----- | ----------------- | ------------------------ | ---- | ------- |
| 1     | Sam Hornish Jr.   | Marlboro Team Penske     | 7    | 24,713  |
| 2     | Hélio Castroneves | Marlboro Team Penske     | 10   | 24,763  |
| 3     | Dan Wheldon       | Andretti Green Racing    | 14   | 24,863  |
| 4     | Tora Takagi       | Mo Nunn Racing           | 16   | 25,063  |
| 5     | Tomas Scheckter   | Panther Racing           | 3    | 24,672  |
| 6     | Darren Manning    | Chip Ganassi Racing      | 13   | 24,857  |
| 7     | Buddy Rice        | Rahal Letterman Racing   | 1    | 24,592  |
| 8     | Tony Kanaan       | Andretti Green Racing    | 8    | 24,752  |
| 9     | Scott Sharp       | Kelley Racing            | 17   | 25,125  |
| 10    | Robbie Buhl       | Dreyer & Reinbold Racing | 11   | 24,775  |
| 11    | Kosuke Matsuura   | Fernández Racing         | 18   | 25,145  |
| 12    | Ed Carpenter      | Cheever Racing           | 9    | 24,758  |
| 13    | Bryan Herta       | Andretti Green Racing    | 5    | 24,687  |
| 14    | Greg Ray          | Access Motorsports       | 15   | 24,912  |
| 15    | A.J. Foyt IV      | A.J. Foyt Enterprises    | 19   | 25,171  |
| 16    | Alex Barron       | Cheever Racing           | 2    | 24,646  |
| 17    | Dario Franchitti  | Andretti Green Racing    | 4    | 24,681  |
| 18    | Scott Dixon       | Chip Ganassi Racing      | 12   | 24,818  |
| 19    | Mark Taylor       | Panther Racing           | 6    | 24,700  |